# Népszabadság
Népszabadság ([ˈneːpsɒbɒtːʃaːg]) est un ancien quotidien hongrois fondé en 1956 comme l'organe officiel du Parti socialiste ouvrier hongrois (Magyar Szocialista Munkáspárt, MSzMP), parti unique de la République populaire de Hongrie. Son nom signifie littéralement « Liberté du peuple ». 
Après la fin du communisme en Hongrie, sa ligne éditoriale devient libérale de gauche. Le journal connaît une baisse considérable du nombre de ses lecteurs dans les années 1990 et 2000, ainsi que des pertes financières importantes. Sa parution est suspendue depuis le 8 octobre 2016.

## Histoire

### 1956: le journal durant l'insurrection de Budapest

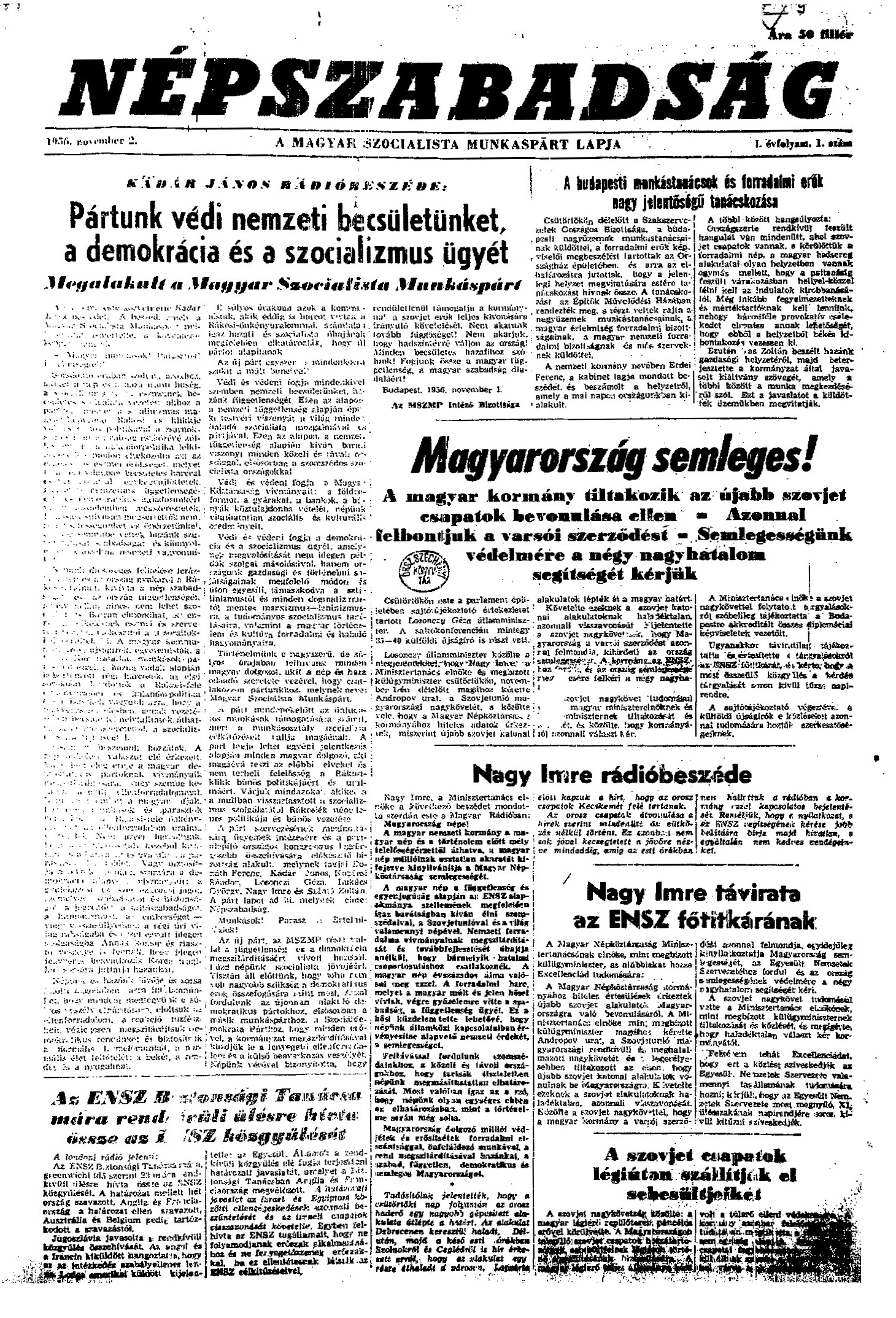
Le premier numéro du Népszabadság.

Au moment où éclate l'insurrection de Budapest, l'organe officiel du Parti des travailleurs hongrois (MDP) est Szabad Nép. Objet d'une hostilité manifeste de la part de la population, celui-ci cesse sa parution le 29 octobre 1956. La rédaction envisage alors de tirer une nouvelle publication dès le lendemain, baptisée Magyar Szabadság, mais le siège du journal est occupée dans la soirée par les hommes du Conseil national de la Révolution menés par József Dudás. Les journalistes réunis le 30 octobre dans l'enceinte du Parlement hongrois décident finalement de continuer leur travail sous le nom de Népszabadság. Le titre, en référence à Mihály Táncsics, se positionne alors en défense d'un communisme réformé, dans un contexte marqué par l'éclosion de nombreux titres de presse libres. Le premier numéro du Népszabadság paraît le 2 novembre 1956, juste après la transformation du MDP en Parti socialiste ouvrier hongrois (MSzMP) sous l'impulsion de János Kádár.
Le premier rédacteur en chef du Népszabadság est Sándor Haraszti, connu comme un partisan du communiste réformateur Imre Nagy. Bien qu'organe officiel du MSzMP, le quotidien se positionne rapidement du côté des insurgés budapestois réunis en conseils des travailleurs. Il s'oppose notamment à l'intervention soviétique et pour le démantèlement du pacte de Varsovie. Sándor Haraszti, est déporté, puis condamné à une longue peine de prison.

### 1956-1989: les années Kádár
Après le rétablissement du parti unique par Moscou, le Népszabadság est repris en main par le Comité central du MSzMP, le Parti communiste hongrois, et converti en porte-parole du pouvoir. Ses rédacteurs en chef sont nommés par le Comité central et sont membres de l'organe de décision suprême du parti, le Comité politique. 
Le Népszabadság est alors la principale source d'information officielle. Il atteint, dans les années 70, un tirage de plus de 700 000 exemplaires.

### Depuis 1990: les années de transition et l'arrivée au pouvoir du Fidesz
Il se définit comme libéral de gauche, ayant ainsi suivi l'inflexion de l'héritier du MSzMP, le Parti socialiste hongrois (Magyar Szocialista Párt, MSzP). En 1994, lorsque le MSZP (Parti socialiste hongrois, héritier du Parti communiste) revient au pouvoir, la mention « quotidien socialiste » disparaît de sa une. Néanmoins, une fondation affiliée au Parti socialiste conserve une part minoritaire du journal jusqu'en 2015.
Son tirage passe de 300 000 exemplaires en 1994 à 90 000 en 2009 et tombe à moins de 40 000 en 2016. Il subit comme la plupart des quotidiens la concurrence du gratuit Metropol.
Le journal était proche du Parti socialiste hongrois (MSZP) et des partis de l'Alliance des démocrates libres (SZDSZ) et ses éditoriaux soutenaient souvent, bien que pouvant être également critiques, le gouvernement socialiste-libéral. Son programme international soutenait généralement les politiques de l'Union européenne et des États-Unis, bien que de rares critiques incluaient l'initiative « d'exportation de la démocratie » du président américain George W. Bush.
À partir de 2003, le propriétaire principal du journal est le groupe suisse Ringier. En janvier 2014, en raison de la fusion de Ringier et d'Axel Springer, le propriétaire principal devient Vienna Capital Partners (en), qui regroupe en octobre 2014 sous le nom Mediaworks ses parts dans les médias hongrois.
Le 8 octobre 2016, à l'occasion d'un déménagement de la rédaction, la diffusion du journal imprimé et en ligne est soudainement arrêtée par Mediaworks, qui invoque des pertes accumulées depuis 2007 de 5 milliards de forints (environ 18 M€ au taux moyen de cette période), ; cependant en 2015, le titre avait été bénéficiaire de 134 millions de forints (environ 430 000 €). Des négociations sont entamées entre Mediaworks et la rédaction, laissant ouverte la possibilité d'un redémarrage du journal qui semble néanmoins peu probable ; un rachat par un proche du Premier ministre Viktor Orbán semble également possible, et est finalement confirmé le 25 octobre 2016 avec le rachat de Mediaworks par Opimus, proche de Lőrinc Mészáros,,. Opimus annonce le 12 décembre 2016 que le journal ne sera pas redémarré, et le site web arrêté à la fermeture du journal est alors réactivé sans mise à jour, à titre d'archive.